# Корвин-Круковская, Анна Васильевна
Анна Васильевна Жаклар (Корвин-Круковская) (фр. Anna Jaclard, 6 [18] октября 1843, Москва — 2 [14] сентября 1887, Париж) — революционерка и писательница, сестра Софьи Ковалевской, участница Парижской коммуны 1871.

## Биография

### Детство

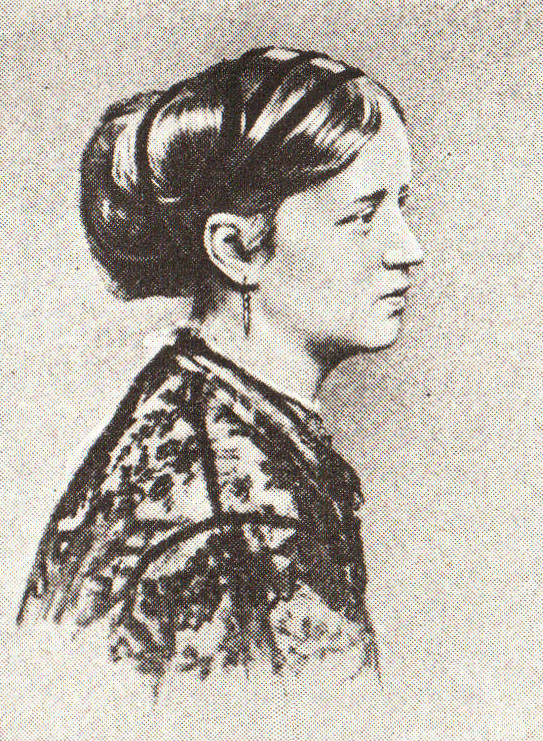
Анна Корвин-Круковская

Происходила из богатой аристократической семьи. дочь генерал-лейтенанта Василия Корвин-Круковского родилась в Москве 6 (18) октября 1843 года.
По воспоминаниям младшей сестры Софьи, их няня рассказывала, что Анна была желанным и любимым ребёнком, «на неё и папенька, и маменька, и дедушка, и тетушки наглядеться не могли, потому что она первенькая была». Софья писала, что Анна «росла вольным казаком, не признавая над собой никакого начала»: она, в отличие от других детей, могла свободно ходить в гостиную и общаться с гостями, развлекая их «своими остроумными, подчас очень дерзкими выходками и замечаниями».

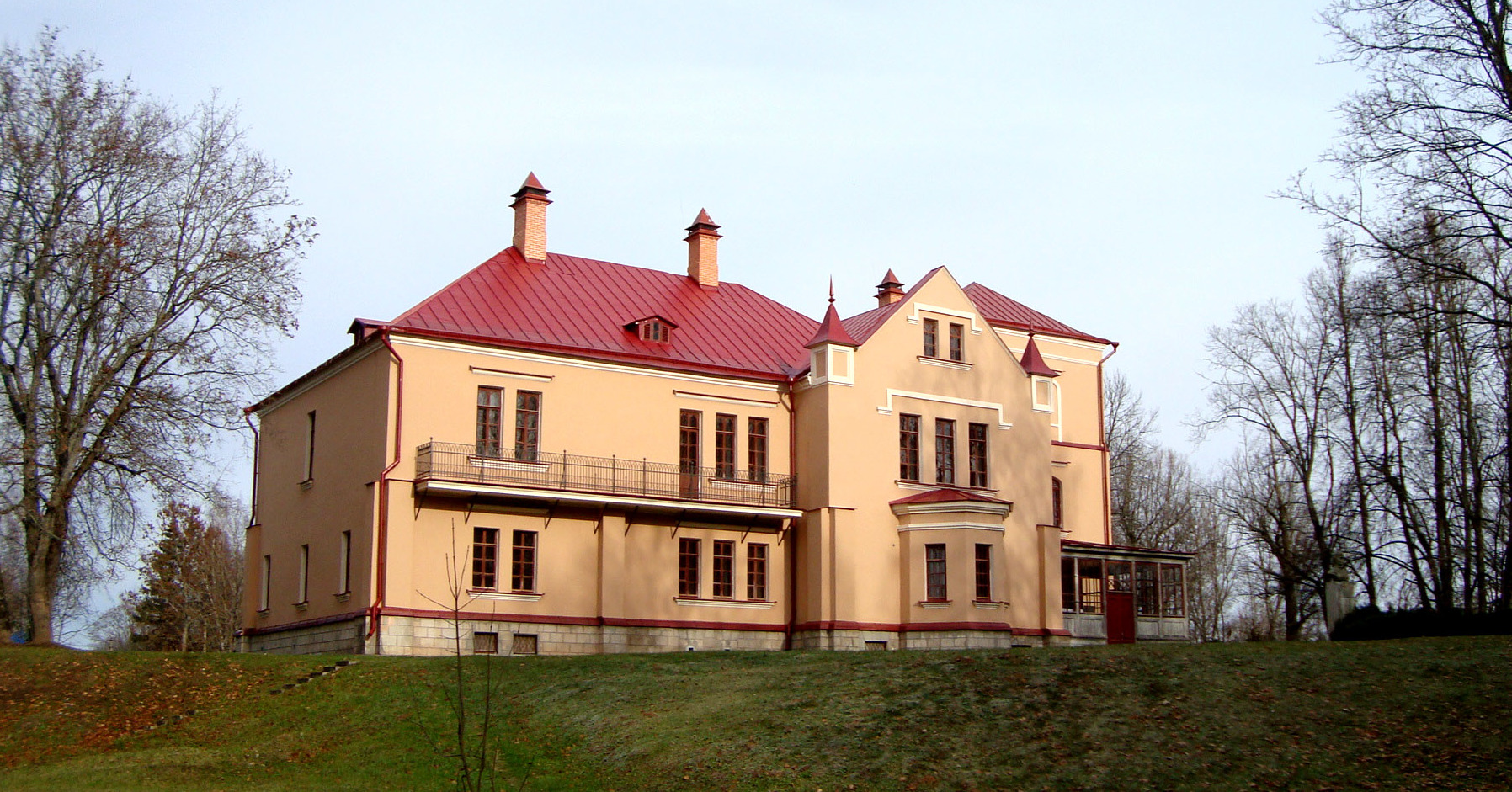
Усадьба Корвин-Круковских, фотография 2014 года. Здесь находится дом-музей С. В. Ковалевской

После того, как в 1858 году её отец вышел в отставку, вся семья переехала в принадлежащее ему поместье Полибино, расположенное в Невельском уезде Витебской губернии (ныне — село Полибино Великолукского района Псковской области). Как вспоминала её младшая сестра, в деревне отец, до этого почти не участвовавший в воспитании детей, неожиданно выяснил, что всё с ними обстоит вовсе не так благополучно, как ему казалось. В частности, обнаружилось, что Анна, всегда считавшаяся на редкость умным, не по годам развитым ребёнком, в действительности плохо умеет писать по-русски и в целом весьма невежественна, к тому же «из рук вон избалована».

### Образование, юность
Анна и её сестра, будущая математик Софья Ковалевская, получили прекрасное образование, с юности читали материалистическую литературу таких популярных в то время авторов, как Людвиг Бюхнер и Карл Фохт, а также произведения народников и «нигилистов» Николая Чернышевского и Петра Лаврова. Обе сестры участвовали в радикальных народнических кружках.
В 1860-х годах Анна чуть не стала невестой писателя Федора Достоевского, после того как в 1864 году она в тайне от семьи напечатала под псевдонимом два своих рассказа в литературном журнале Достоевского «Эпоха». Достоевский ценил и поощрял её талант, однако мировоззрения обоих были несовместимы: хотя Достоевский одно время и увлекался социалистическими идеями и даже был сослан на каторгу за участие в кружке Петрашевского, к 1860-м годам он все больше тяготел к религии и консерватизму. Говоря об Анне Корвин-Круковской, Достоевский признавался: «Анна Васильевна — одна из лучших женщин, встреченных мною в жизни. Она — чрезвычайно умна, развита, литературно образована, и у неё прекрасное, доброе сердце. Это девушка высоких нравственных качеств; но её убеждения диаметрально противоположны моим, и уступить их она не может, слишком уж она прямолинейна. Навряд ли поэтому наш брак мог быть счастливым». Со своей стороны, Анна говорила: «Ему нужна совсем не такая жена, как я. Его жена должна совсем посвятить себя ему, всю свою жизнь ему отдать, только о нём думать. А я этого не могу, я сама хочу жить!» Тем не менее Анна и Достоевский навсегда сохранили дружеские отношения. Существует мнение, что Анна стала прототипом персонажа Аглаи Епанчиной в романе «Идиот».

### Замужество. Общественная и литературная деятельность
В 1866 году Анна Корвин-Круковская выехала за границу. В Женеве она изучала медицину и вращалась в кругах радикальных эмигрантов. Одним из них был Виктор Жаклар, студент-медик, высланный из Франции за участие в революционных бланкистских заговорах; с 1867 года они состояли в гражданском браке. Оба примыкали к революционному анархистскому течению Михаила Бакунина, но это не мешало им оставаться в дружеских отношениях с Карлом Марксом, принципиальным противником Бакунина. Анна с мужем вступили в организованный под руководством Маркса I Интернационал: Анна в русскую секцию, Виктор — во французскую.
Низложение Наполеона III в 1870 году дало возможность Виктору Жаклару вернуться во Францию. Виктор и Анна Жаклар приняли активное участие в Парижской Коммуне. Анна входила в состав Комитета бдительности Монмартра и комитета, курировавшего образование девочек; принимала деятельное участие в организации продовольственного снабжения осаждённого Парижа. Основала журнал «La sociale», где печатались её статьи. Выступала одним из представителей русской секции Интернационала, заседала в комитете по правам женщин. Анна была убеждена, что добиться прав женщин можно только в рамках общей борьбы с капитализмом. Тесно сотрудничала с другими ведущими революционными феминистками Парижской Коммуны, в частности с Андре Лео и с соотечественницей Елизаветой Дмитриевой. Входила в состав Союза женщин, который выступал за равную оплату труда женщин, предоставление женщинам права голоса, борьбу с домашним насилием, а также закрытие публичных домов в Париже.
После поражения Парижской коммуны Анна с мужем были арестованы. Его приговорили к смертной казни, а её — к пожизненной каторге в Новой Каледонии. Однако в октябре 1871 года им удалось бежать из тюрьмы при содействии отца и брата Анны. Именно тогда, 5 ноября 1871 года, в посольской церкви в Женеве ими был официально оформлен брак. Через Швейцарию они отправились в Лондон, где остановились в доме Карла Маркса, который к тому времени уже знал русский язык и живо интересовался революционным движением в России. Анна начала, но не закончила перевод первого тома «Капитала» Маркса. Маркс также помог организовать поездку Анны в Гейдельберг для учёбы.
В 1874 году Анна с мужем возвратилась в Россию. Её муж Виктор преподавал французский язык, а Анна занималась преимущественно журналистикой и переводами. Она печаталась в таких оппозиционных изданиях, как «Дело» и «Слово». Анна возобновила дружеские отношения с Достоевским. Ни прежний отказ Анны от роли невесты, ни политические разногласия не помешали регулярным и дружеским отношениям между ними. Периодически она помогала Достоевскому с переводами на французский, которым свободно владела.
Анна также возобновила связи в революционных кругах. Она была знакома с народниками движения «хождения в народ» 1870-х годов и с революционерами из радикальной организации «Народная воля». В 1881 году последние осуществили покушение на царя Александра II, однако последовавшие за тем репрессии Анны не коснулись, поскольку за год до этого они с мужем по амнистии вернулись во Францию.
Впоследствии они часто по делам посещали Россию. В марте 1887 года, после покушения на царя Александра III, муж Анны как радикальный журналист получил предписание российского правительства покинуть страну в трёхдневный срок. Анна в ту пору тяжело болела, и собраться в дорогу в такое короткое время было сложно. По заступничеству А. Г. Достоевской срок был продлён, и Анна с мужем только в конце мая 1887 года выехали в Париж, где 2 (14) сентября 1887 года Анна умерла после тяжёлой операции.

## В литературе
Ей принадлежат несколько рассказов, под псевдонимом О. Ю-в и А. Корвин: «Сон», «Михаил» («Эпоха», 1864), «Записки спирита», «Фельдшерица» («Северный Вестник», 1886—1887). Вместе с мужем она издала (под именем V. Jaclard-Corvin) распространённую и умело составленную «Французскую хрестоматию для средних и старших классов» («Chrestomathie française pour les classes moyennes et les classes supérieures», СПб., 1877—1878).
О её девическом близком знакомстве с Достоевским и вообще о ранней поре её жизни много интересного в «Воспоминаниях детства» её знаменитой сестры — С. В. Ковалевской («Вестник Европы», 1890).

## Семья (известные представители)
- Прадед — Ф. И. Шуберт, астроном, почётный академик Петербургской Академии наук
- Дед — Ф. Ф. Шуберт, геодезист, математик
- Отец — В. В. Корвин-Круковский, генерал-лейтенант
- Муж[10] — Виктор Жаклар, журналист, революционер
- Сестра — С. В. Ковалевская, математик и писательница
- Брат — Ф. В. Корвин-Круковский, генерал